# 204P/LINEAR-NEAT
204P/LINEAR-NEAT, aussi nommée LINEAR-NEAT 3[réf. nécessaire], est une comète périodique du système solaire, découverte le 13 octobre 2001 par les programmes NEAT et LINEAR.